# ديريك باركر (لاعب كرة قدم)
ديريك باركر (بالإنجليزية: Derrick Parker)‏ (7 فبراير 1957 في المملكة المتحدة - ) هو لاعب كرة قدم بريطاني في مركز الهجوم. لعب مع أولدهام أثلتيك ونادي بارنسلي ونادي بيرنلي ونادي دونكاستر روفرز ونادي روتشديل ونادي ساوثيند يونايتد ونادي هايد إف سي وهكا وفريكلي أثلتيك ‏ وNorth Ferriby United A.F.C. ‏ وأوست تاون ‏ ونورثويتش فيكتوريا ونادي ألترينتشام وIrlam Town F.C. ‏ وبيشوب أوكلاند ‏.

## وصلات خارجية
- ديريك باركر (لاعب كرة قدم) على موقع قاعدة بيانات كرة القدم.إي يو (الإنجليزية)